# 東日本火山帯
東日本火山帯（ひがしにほんかざんたい）とは、環太平洋火山帯のうち太平洋プレートが日本列島へ沈み込みこむことに起因する火山帯のことで、千島海溝や日本海溝などに平行で帯状に分布する火山帯である。

## 概説
日本ではかつて、千島、那須、鳥海、富士、乗鞍、白山、霧島などの火山帯の区分があったが、地理的な記載上の便宜が始まりとされ、境界が曖昧なこと、マグマの発生の仕組みとの関係が薄いこと、年代測定や地質調査が進んで火山帯に属しない火山がいくつもあることが明らかになったことなどからこの区分は使われなくなった。日本ではこれらに代わって太平洋プレートが関係する東日本火山帯とフィリピン海プレートが関係する西日本火山帯に分けるようになった。この2つの区分は岩石成因論の立場から杉村新らによって提唱されるようになったものである。

## 各火山
東日本火山帯はかつての千島・那須・鳥海・乗鞍・富士各火山帯に属する山々がほぼ相当する。
- 千島火山帯 - 北海道中央部から千島列島、カムチャツカ半島に至る（大雪山、十勝岳など）[3][4]。
- 那須火山帯 - 那須岳から利尻島に至る（磐梯山、蔵王山、栗駒山、岩手山、八甲田山、羊蹄山など）[3][4]。なお、浅間山については一般的には那須火山帯に入れられていたが、那須火山帯と富士火山帯は近づくにつれて岩石の性質が共通になってくることから、諏訪彰は「両火山帯のどちらに入れても差支はおこらない」と述べていた[3]。
- 鳥海火山帯 - 渡島大島から浅草岳に至る（岩木山、鳥海山、月山など）[3][4]。
- 乗鞍火山帯 - 白馬岳、立山、穂高岳、御嶽山など[4]。
- 富士火山帯 - 新潟焼山から伊豆半島、マリアナ諸島に至る（富士山、箱根山、天城山、明神礁など）[3][4]。